# Mahidolia
Mahidolia là một chi cá biển của họ Cá bống trắng. Chi này được lập bởi Hugh McCormick Smith vào năm 1959.

## Từ nguyên
Tên chi được đặt theo tên của Mahidol Adulyadej, Thân vương Songkhla, cha ruột của vua Rama IX và là ông nội của vua Rama X, nhằm ghi nhớ mối quan tâm sâu sắc của ông đối với mảng ngư nghiệp ở Thái Lan.

## Các loài
Chi này hiện có 2 loài sau được ghi nhận:
- Mahidolia mystacina (Valenciennes, 1837)
- Mahidolia paucipora Allen & Erdmann, 2019[3]

M. mystacina có nhiều biến dị kiểu hình về màu sắc và hình dạng vây lưng. Vài trong số đó là kiểu hình dị hình giới tính, nhưng vẫn có khả năng là có nhiều loài ẩn sinh (cryptic species) cùng tồn tại dưới danh pháp M. mystacina.

## Sinh thái
Mahidolia sống cộng sinh với tôm gõ mõ Alpheus. Hang của tôm được cá bống sử dụng để làm nơi trú ẩn và nơi đẻ trứng.